# OYEAH
OYEAH è un album di Jovanotti, pubblicato per il mercato statunitense.

## Il disco
L'album comprende due CD: il primo contiene canzoni registrate durante il concerto a New York tenutosi nei mesi precedenti l'uscita del disco, mentre il secondo contiene quattro canzoni inedite e quattro canzoni registrate durante le prove, sempre a New York.

## Tracce
CD1
1. Safari (Live)
2. Coraggio (Live)
3. Wanna Be Startin' Somethin (Live)
4. Bruto (Live)
5. Punto (Live)
6. Salato parte 2 (Live)
7. Dove ho visto te-Piove (Live)
8. (Tanto)³-Falla girare (Live)
9. Penso positivo (Live)
10. Serenata rap (Live)
11. Parlami d'amore Mariù (Live)
12. L'ombelico del mondo (Live)

CD 2
1. Buonasera signorina (Studio)
2. Lontano lontano (Studio)
3. Staying Alive (Studio)
4. Adagio (Con il ritmo nel cuore) (Studio)
5. A te (Live)
6. Umano (Live)
7. Bruto (Live)
8. Come parli l'italiano (Live)